# Heeresfeldbahnlokomotive
Eine Heeresfeldbahnlokomotive ist eine spezielle Kriegslokomotive für den Einsatz auf Heeresfeldbahnen, welche insbesondere zum Transport des militärischen Nachschubes an der Front dienten.
Die eingesetzten Typen waren insbesondere in der Ära der Weltkriege vielfältiger Natur. Es kamen hauptsächlich Dampf, Benzol-elektrische, und später dieselbetriebene Systeme zum Einsatz.

## Baureihen in Deutschland

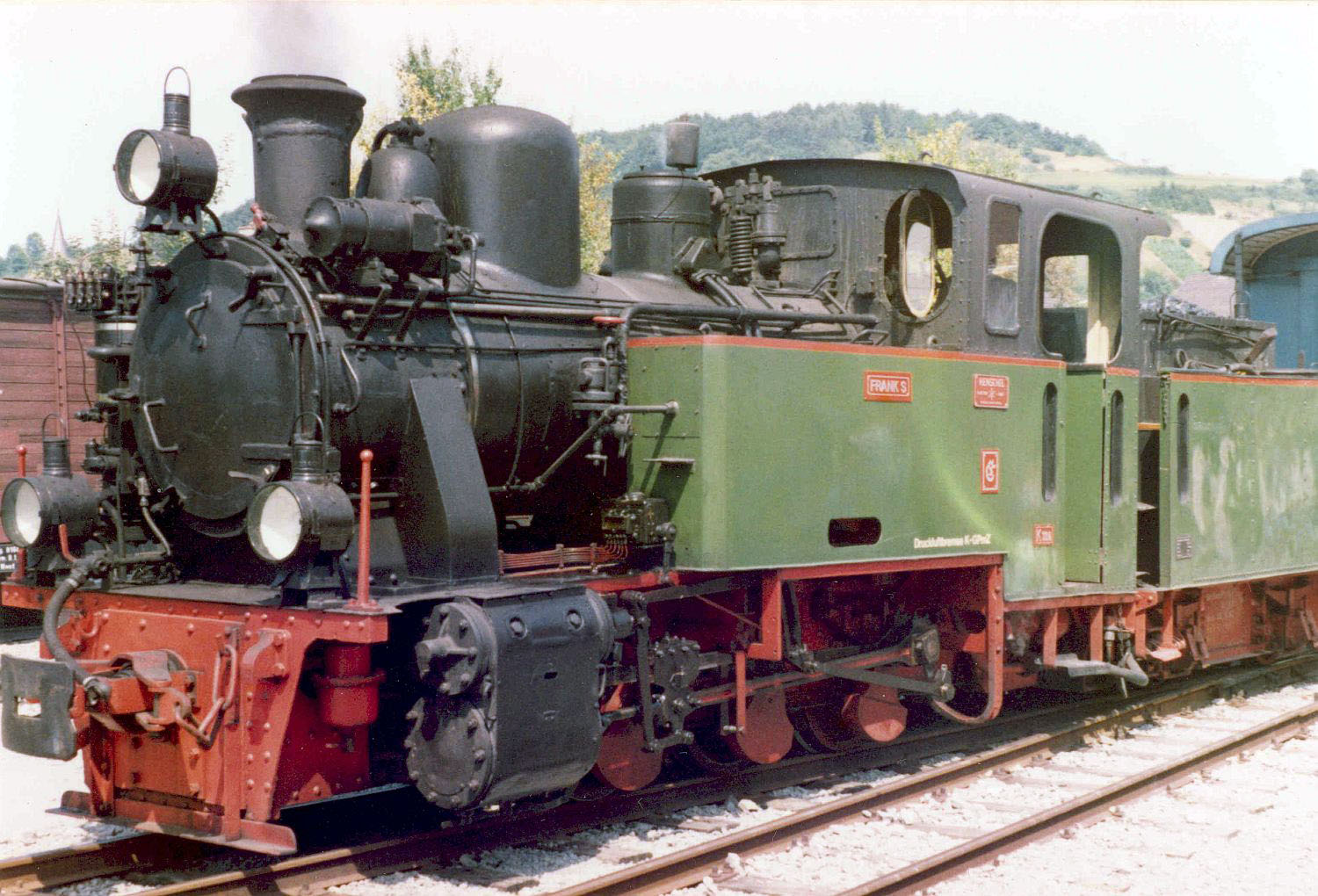
HF 110 C

### Erster Weltkrieg

#### Dampflokomotiven

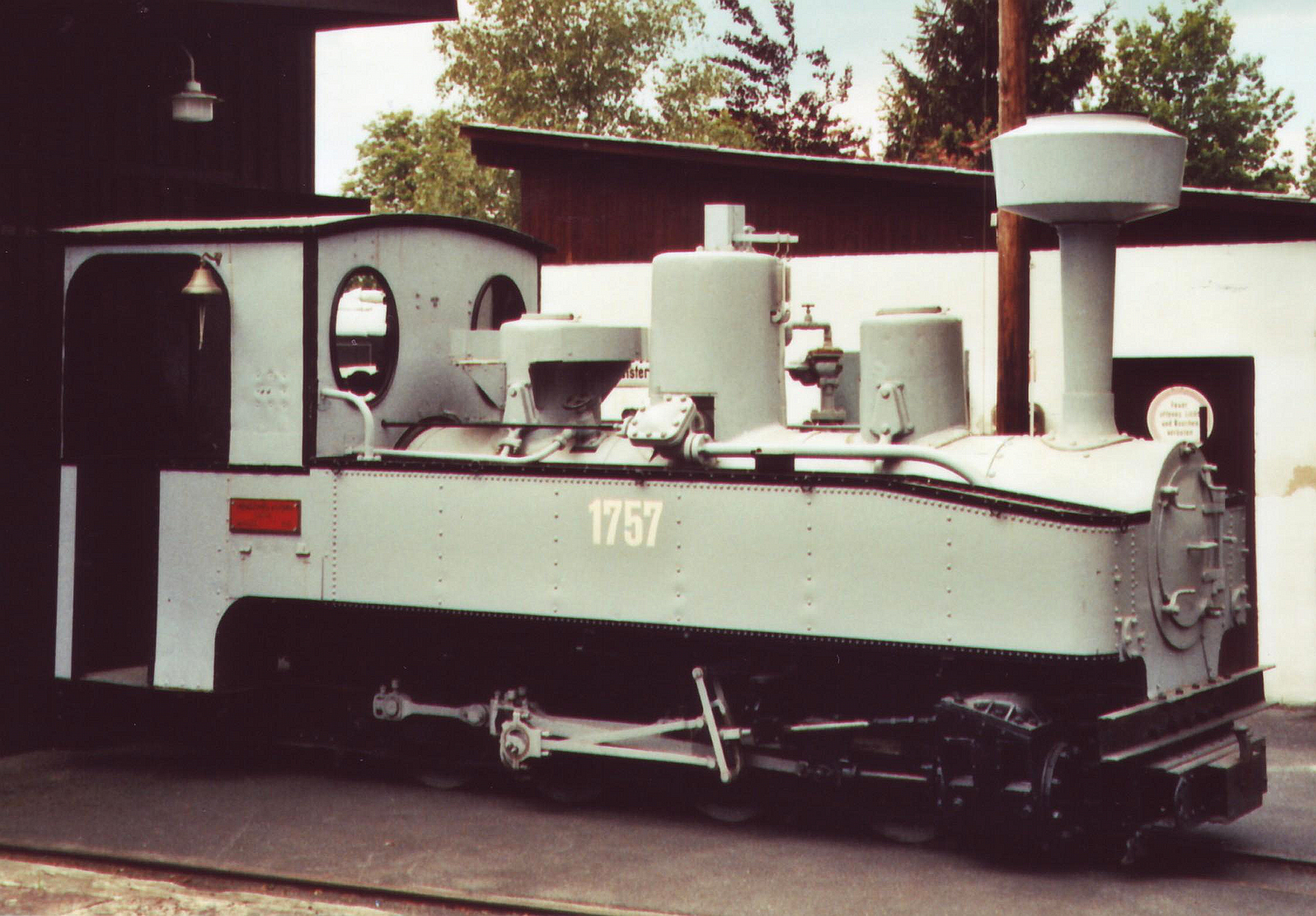
Museal erhaltene deutsche Brigadelok

##### 600 mm
- Zwilling
- Brigadelokomotive

##### 1000 mm
- HK 1–10
- HK 11–30
- HK 82–93
- HK 94–100
- HK 132

### Zweiter Weltkrieg
Dampflokomotiven
(KDL = Kriegsdampflokomotive)
- HF 70 C (KDL 12)
- HF 110 C
- HF 160 D (KDL 11)
- HF 210 E (erst HF 191)

Diesellokomotiven
(KML = Kriegsmotorlokomotive)
- HF 200 D
- HF 130 C (KML 3)
- HF 50 B (KML 4)
- HF 40 B (Industrietype Deutz OMZ 122 F zur Überbrückung der Wartezeit während der Konstruktion der HF 50 B)

## Verbleib
Der Verbleib von deutschen Heeresfeldbahnlokomotiven nach dem Zweiten Weltkrieg:

### In Deutschland
Dampflokomotiven
- HF 70 C (KDL 12)

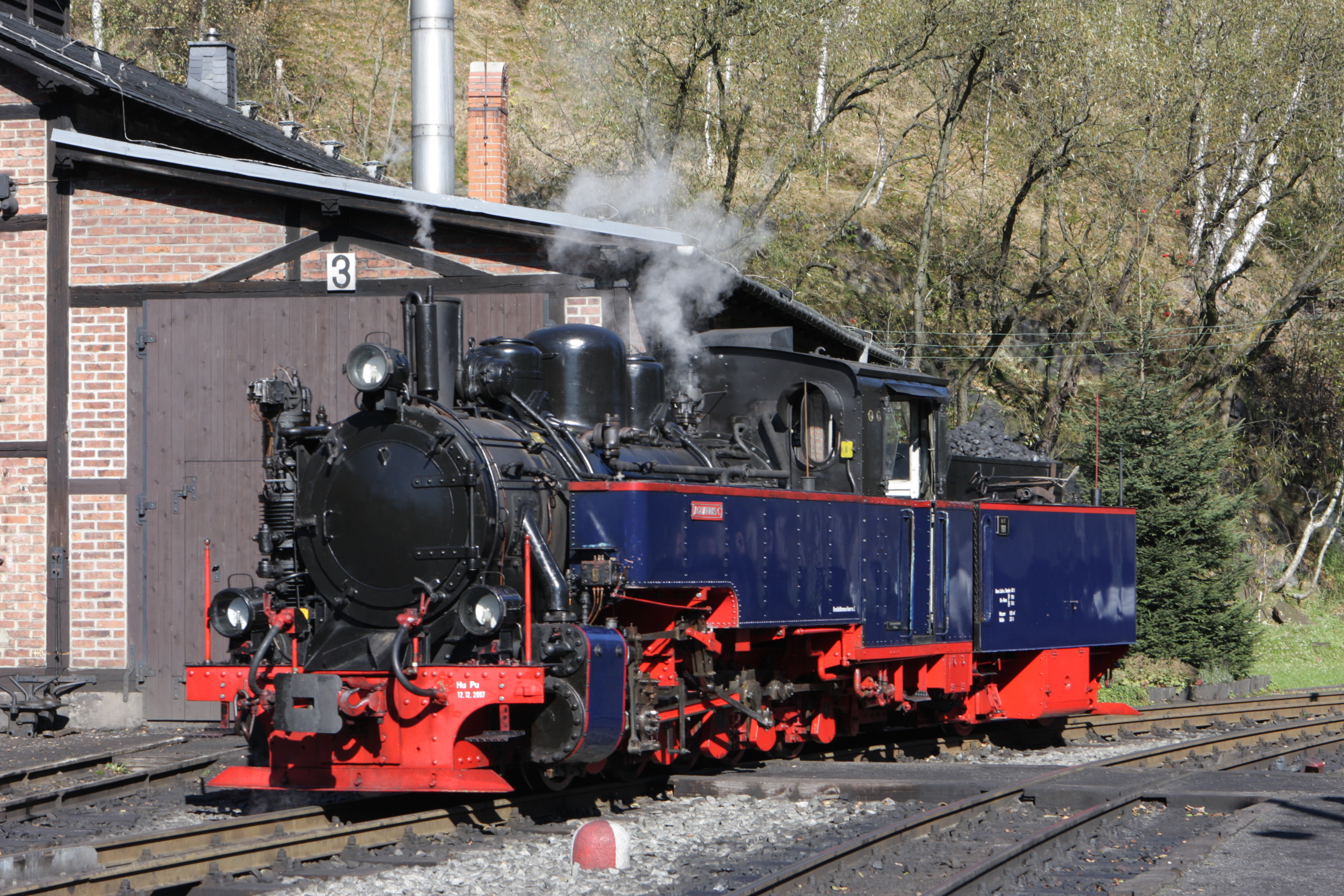
HF 210 E

- HF 110 C (JLKB Nr. 1, 4 und 5): Nicki + Frank S. (Slg. Seidensticker) heute bei der DKBM
- HF 160 D (KDL 11)
- HF 210 E: Aquarius C (Slg. Seidensticker), ehemals bei der Rügenschen Kleinbahn, abgegeben an den Club 760 in Österreich

Diesellokomotiven
- HF 200 D: keine
- HF 130 C (KML 3)
- HF 50 B (KML 4)

### In Österreich
Durch den Verbleib vieler Heeresfeldbahnlokomotiven in Österreich fanden viele ehemalige dieser Fahrzeuge Verwendung bei österreichischen Eisenbahnunternehmen.

#### Österreichische Bundesbahnen (ÖBB)
Dampflokomotiven
- ÖBB 798 (HF 110 C)
- ÖBB 699, 699.1 (HF 160 D)

Diesellokomotiven
- ÖBB 2092 (HF 130 C)

#### Salzkammergut-Lokalbahn (SKGLB)
Dampflokomotiven
- SKGLB 19 (HF 160 D), in Tenderlok umgebaut, abgegeben an die Welshpool and Llanfair Light Railway, gegenwärtig zerlegt, bekommt eine Hauptuntersuchung
- SKGLB 22 (HF 191 E), seit 2018 wieder betriebsfähig, im Juni und Juli 2018 Gasteinsatz auf der Pinzgauer Lokalbahn, an Juli Einsatz bei der Taurachbahn, Eigentum Club 760
- SKGLB 32 (HF 110 C)
- SKGLB 33 (HF 110 C)

Diesellokomotiven
- SKGLB D 40 (HF 200 D), betriebsfähig beim Club 760 auf der Taurachbahn

### In Polen
Dampflokomotiven
- Tw1-591

Diesellokomotiven

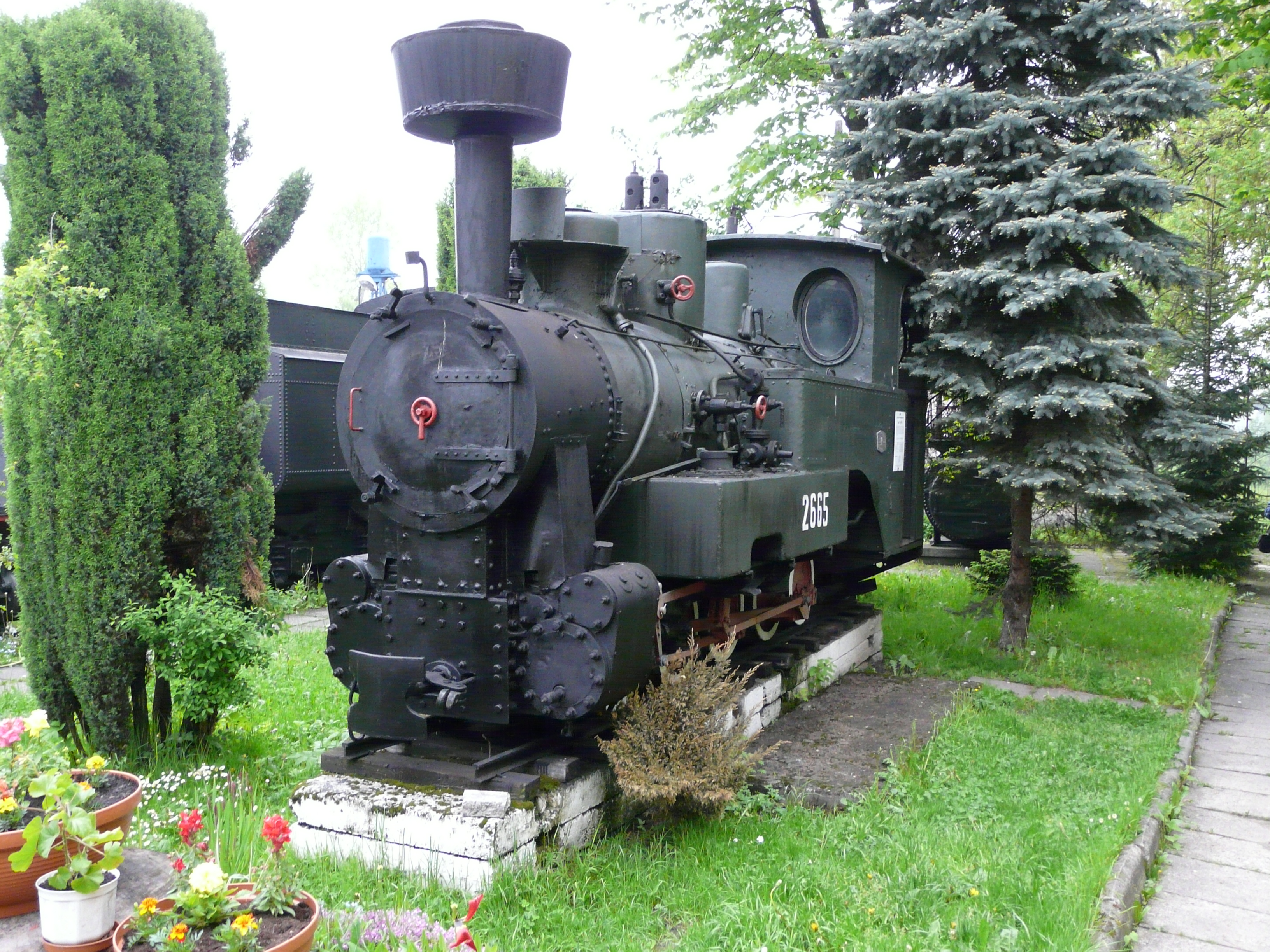
Museal erhaltene polnische Heeresfeldbahnlok mit der Achsfolge E

- Lx 164 (HF 200 D, Schmalspurmuseum Sochaczew)